# 喜連瓜破駅
喜連瓜破駅（きれうりわりえき）は、大阪府大阪市平野区喜連二丁目にある、大阪市高速電気軌道 (Osaka Metro) 谷町線の駅。駅番号はT33。難読駅の一つとして知られている。

## 歴史

### 年表
- 1980年（昭和55年）11月27日：谷町線天王寺 - 八尾南間延伸時に開業する[1]。
- 2005年（平成17年）2月1日：ICカード「PiTaPa」の利用を開始する。
- 2006年（平成18年）11月30日：駅構内の壁面工事が完了する。
- 2008年（平成20年）6月30日：駅の防火工事が完了する。
- 2018年（平成30年）4月1日：大阪市交通局の民営化により、大阪市高速電気軌道 (Osaka Metro) の駅となる。

### 駅名の由来
工事期間中の仮称駅名は喜連駅（きれえき）だったが、当駅が喜連と瓜破の町界（駅北側が平野区喜連2丁目、駅南側が平野区瓜破2丁目）にあたることから瓜破側住人が反発。両者の境が摂津国（旧喜連村）と河内国（旧瓜破村）の国境であること、喜連も瓜破も古くからの由緒ある地名であることも相まって議論は平行線を辿り、結局、『喜連』と『瓜破』を一緒にしてこのような駅名となった。なお、この両町名は難読地名として知られる。

## 駅構造
島式ホーム1面2線の地下駅である。改札口は1ヵ所のみ。八尾南方にY形折り返し線があり、平日のラッシュ時には都島行きの始発電車も運転されていた。夜間にはY形折り返し線に車両が留置される（八尾南から回送）。逆に到着後、八尾車庫へ回送される列車もあった。2017年3月25日のダイヤ改正により、土曜休日の1列車を除く全ての列車が大日行または八尾南行となった。
当駅は、平野管区駅に所属しており、駅長が配置され、当駅と出戸駅を管轄している。トイレは改札内のみ。

### のりば
| 番線 | 路線   | 行先                     |
| ---- | ------ | ------------------------ |
| 1    | 谷町線 | 八尾南方面               |
| 2    | 谷町線 | 天王寺・東梅田・大日方面 |

- 2006年夏以降に1番線ホームで駅舎壁面の改善工事大規模な工事が行われた[注 1]。1番線の工事終了後すぐに2番線も工事が開始されたが、完成は当初予定していた2006年9月より2ヵ月遅れとなり、同年11月となった。

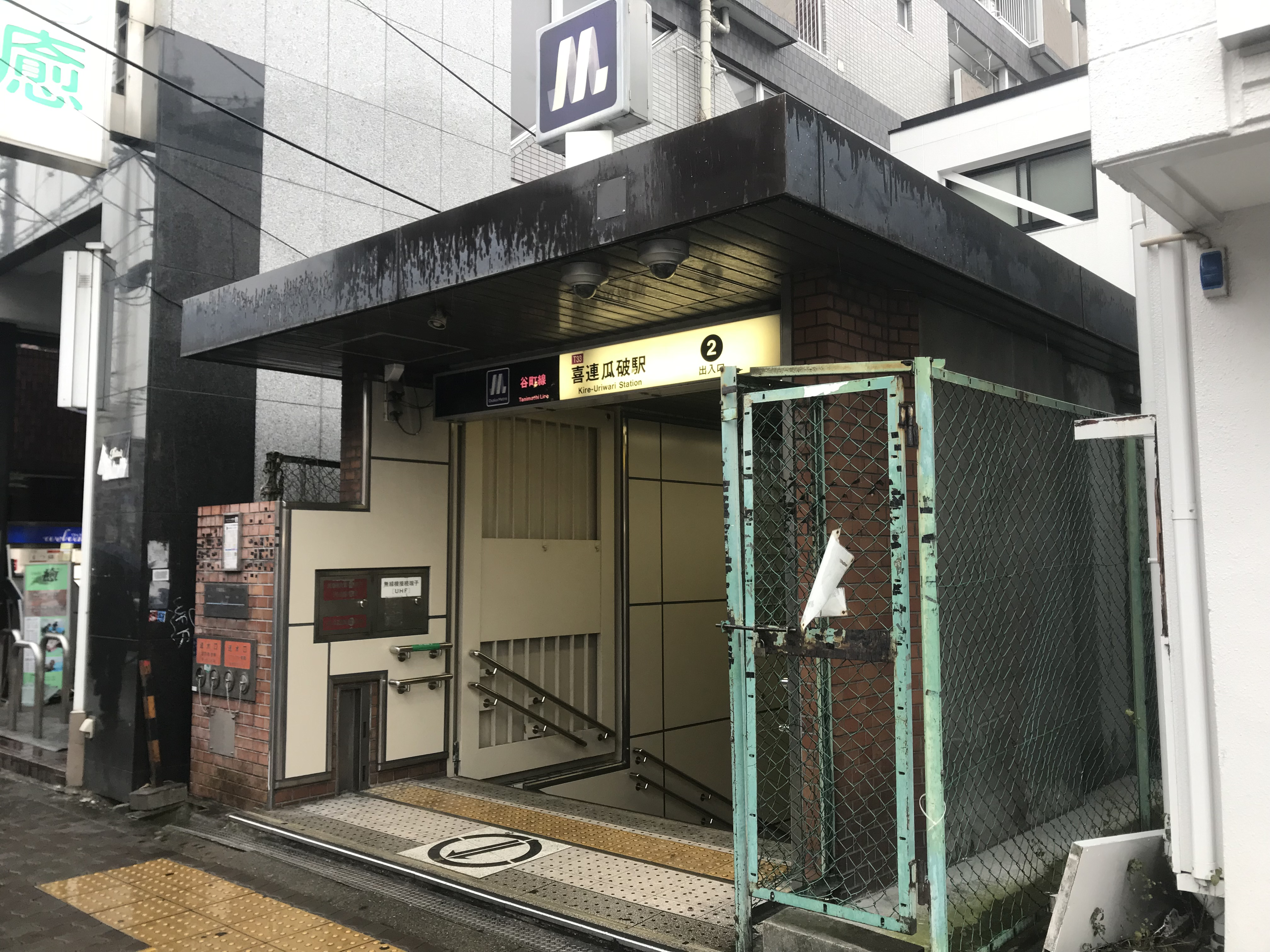
2号出入口（2019年1月）
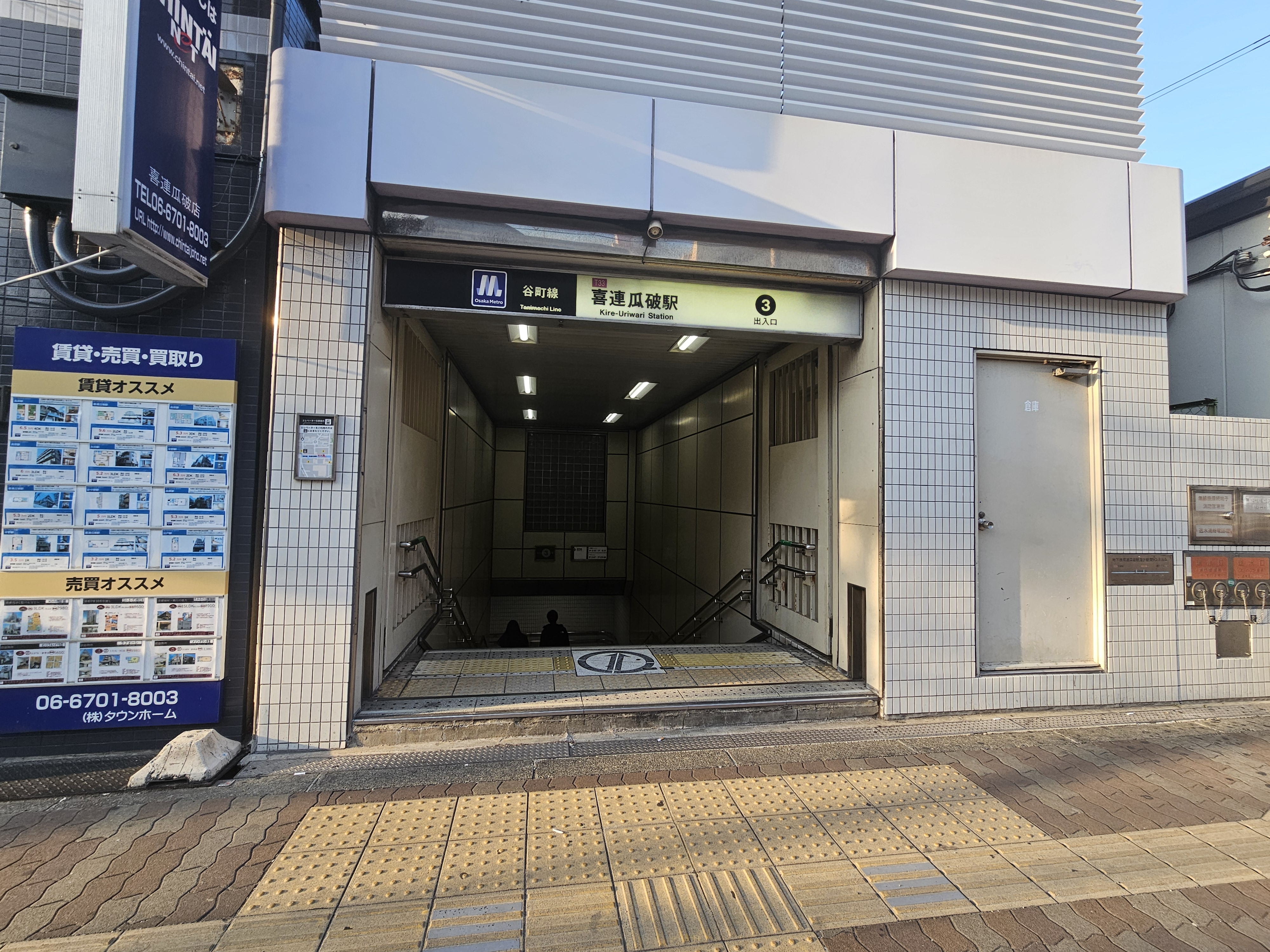
3号出入口（2025年3月）
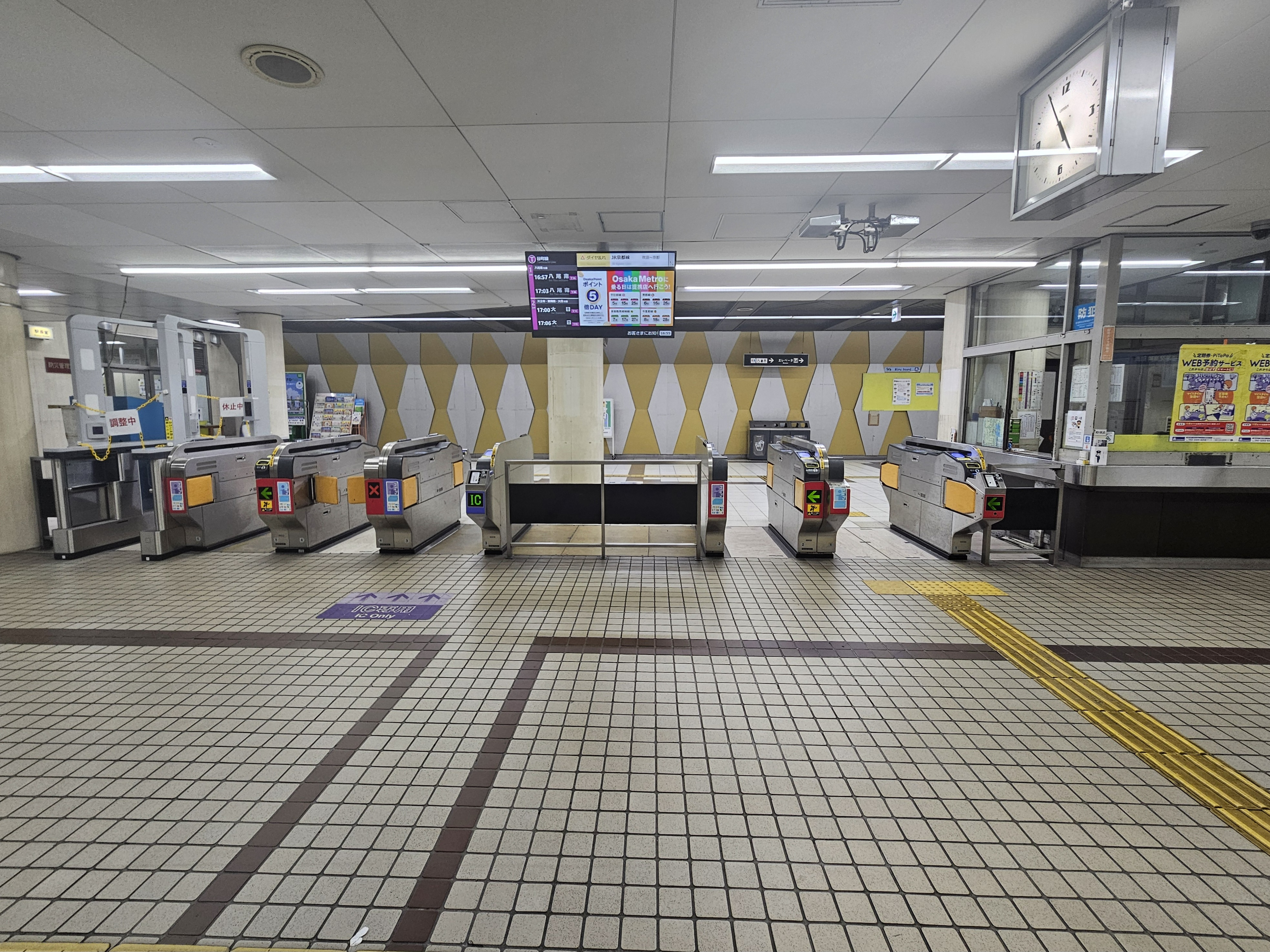
改札口(2025年3月)
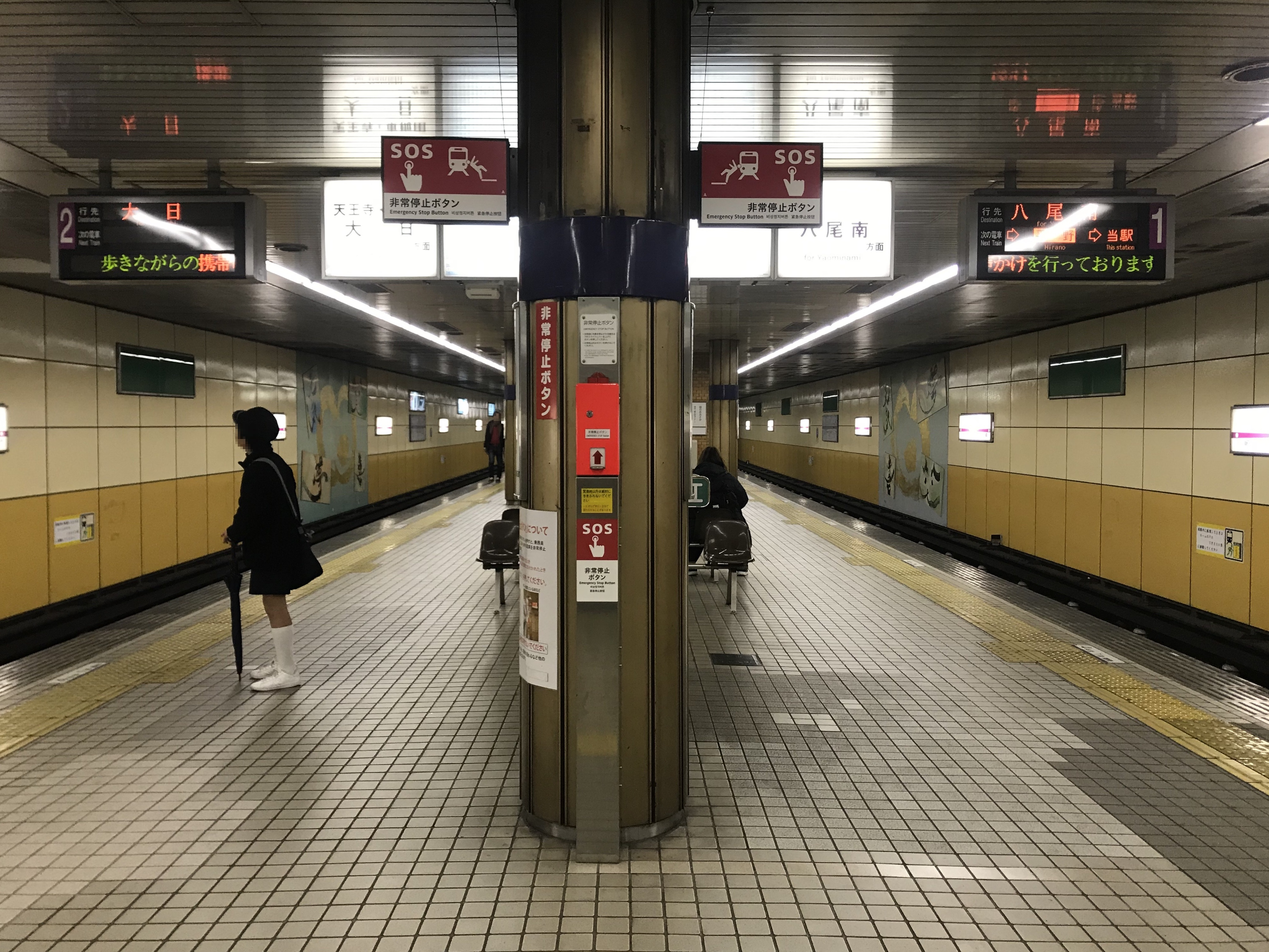
ホーム（2019年1月）

### 出口
| 出口番号 | 出口周辺 | 備考             |
| -------- | --- | ---------------- |
| 1        | 大阪市立心身障害者リハビリテーションセンター・身体障害者更生相談所 クレオ大阪南・おとしよりすこやかセンター・日本年金機構平野年金事務所 | エレベーターあり |
| 2        | |                  |
| 3        | |                  |
| 4        | 瓜破霊園 |                  |

## 利用状況
2024年11月12日の1日乗降人員は21,856人（乗車人員：10,993人、降車人員：10,863人）であり、谷町線の駅では26駅中13位（他路線と合算しない単独駅では第7位）。
各年度の特定日における利用状況は下表の通りである。なお1995年度の記録については1996年に行われた調査であるが、会計年度上表中に記載の年度となる。
| 年度               | 調査日   | 乗車人員 | 降車人員 | 乗降人員 | 出典          | 出典          |
| 年度               | 調査日   | 乗車人員 | 降車人員 | 乗降人員 | メトロ        | 大阪府        |
| ------------------ | -------- | -------- | -------- | -------- | ------------- | ------------- |
| 1981年（昭和56年） | 11月10日 | 8,061    | 7,942    | 16,003   |               | [ 大阪府 1 ]  |
| 1985年（昭和60年） | 11月12日 | 9,761    | 9,630    | 19,391   |               | [ 大阪府 2 ]  |
| 1987年（昭和62年） | 11月10日 | 10,754   | 10,600   | 21,354   |               | [ 大阪府 3 ]  |
| 1990年（平成02年） | 11月06日 | 11,506   | 11,426   | 22,932   |               | [ 大阪府 4 ]  |
| 1995年（平成07年） | 02月15日 | 10,141   | 10,199   | 20,340   |               | [ 大阪府 5 ]  |
| 1998年（平成10年） | 11月10日 | 10,341   | 10,395   | 20,736   |               | [ 大阪府 6 ]  |
| 2007年（平成19年） | 11月13日 | 10,889   | 10,663   | 21,552   |               | [ 大阪府 7 ]  |
| 2008年（平成20年） | 11月11日 | 11,355   | 11,066   | 22,421   |               | [ 大阪府 8 ]  |
| 2009年（平成21年） | 11月10日 | 10,991   | 10,778   | 21,769   |               | [ 大阪府 9 ]  |
| 2010年（平成22年） | 11月09日 | 10,517   | 10,369   | 20,886   |               | [ 大阪府 10 ] |
| 2011年（平成23年） | 11月08日 | 10,853   | 10,695   | 21,548   |               | [ 大阪府 11 ] |
| 2012年（平成24年） | 11月13日 | 10,649   | 10,429   | 21,078   |               | [ 大阪府 12 ] |
| 2013年（平成25年） | 11月19日 | 10,940   | 10,748   | 21,688   | [ メトロ 1 ]  | [ 大阪府 13 ] |
| 2014年（平成26年） | 11月11日 | 11,101   | 10,837   | 21,938   | [ メトロ 2 ]  | [ 大阪府 14 ] |
| 2015年（平成27年） | 11月17日 | 11,032   | 10,842   | 21,874   | [ メトロ 3 ]  | [ 大阪府 15 ] |
| 2016年（平成28年） | 11月08日 | 10,854   | 10,667   | 21,521   | [ メトロ 4 ]  | [ 大阪府 16 ] |
| 2017年（平成29年） | 11月14日 | 10,957   | 10,866   | 21,823   | [ メトロ 5 ]  | [ 大阪府 17 ] |
| 2018年（平成30年） | 11月13日 | 11,361   | 11,177   | 22,538   | [ メトロ 6 ]  | [ 大阪府 18 ] |
| 2019年（令和元年） | 11月12日 | 11,579   | 11,346   | 22,925   | [ メトロ 7 ]  | [ 大阪府 19 ] |
| 2020年（令和02年） | 11月10日 | 10,258   | 10,081   | 20,339   | [ メトロ 8 ]  | [ 大阪府 20 ] |
| 2021年（令和03年） | 11月16日 | 10,328   | 10,204   | 20,532   | [ メトロ 9 ]  | [ 大阪府 21 ] |
| 2022年（令和04年） | 11月15日 | 10,581   | 10,448   | 21,029   | [ メトロ 10 ] | [ 大阪府 22 ] |
| 2023年（令和05年） | 11月07日 | 10,738   | 10,595   | 21,333   | [ メトロ 11 ] | [ 大阪府 23 ] |
| 2024年（令和06年） | 11月12日 | 10,993   | 10,863   | 21,856   | [ メトロ 12 ] |               |

## 駅周辺
谷町線は当駅付近から大阪府道42号・179号線・長居公園通に沿う。
前述のように喜連と瓜破の区域境に位置しているが、駅名を地名のように扱い、駅西側の東住吉区住道矢田5丁目付近まで含めて「喜連瓜破（店）」と称する店舗等が少なくない。

### 商業施設

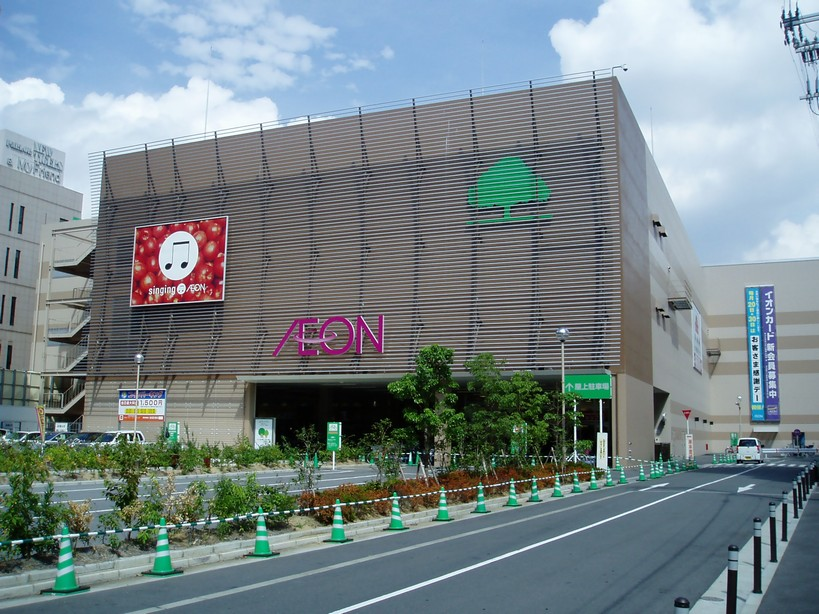
イオン喜連瓜破ショッピングセンター（2007年11月）

- イオン喜連瓜破ショッピングセンター（ダイヤモンドシティ東住吉ショッピングセンター跡地）
- ライフ 喜連瓜破店
- スーパー玉出 喜連店
- 洋服の青山 大阪平野店
- AOKI 喜連瓜破駅前店
- ブックオフ 喜連瓜破駅前店
- 喜連瓜破 スポーツクラブ Vivo

### 学校

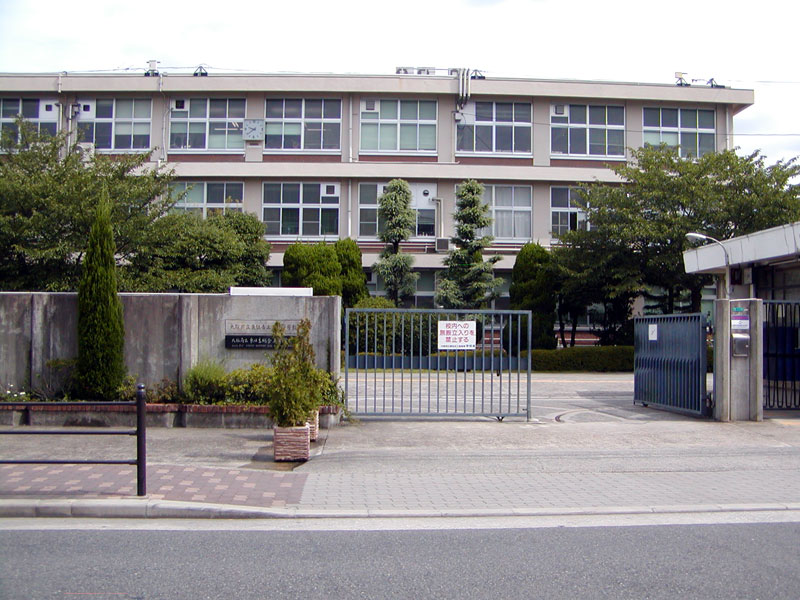
大阪府立東住吉総合高等学校（2007年8月）

- 大阪府立東住吉総合高等学校
- 大阪市立喜連中学校
- 大阪市立瓜破中学校
- 大阪教育大学附属特別支援学校
- 関西情報工学院専門学校
- 天宗社会福祉専門学校

### 公共施設
- 大阪府平野警察署
- 大阪市更生療育センター
- 大阪市職業リハビリテーションセンター

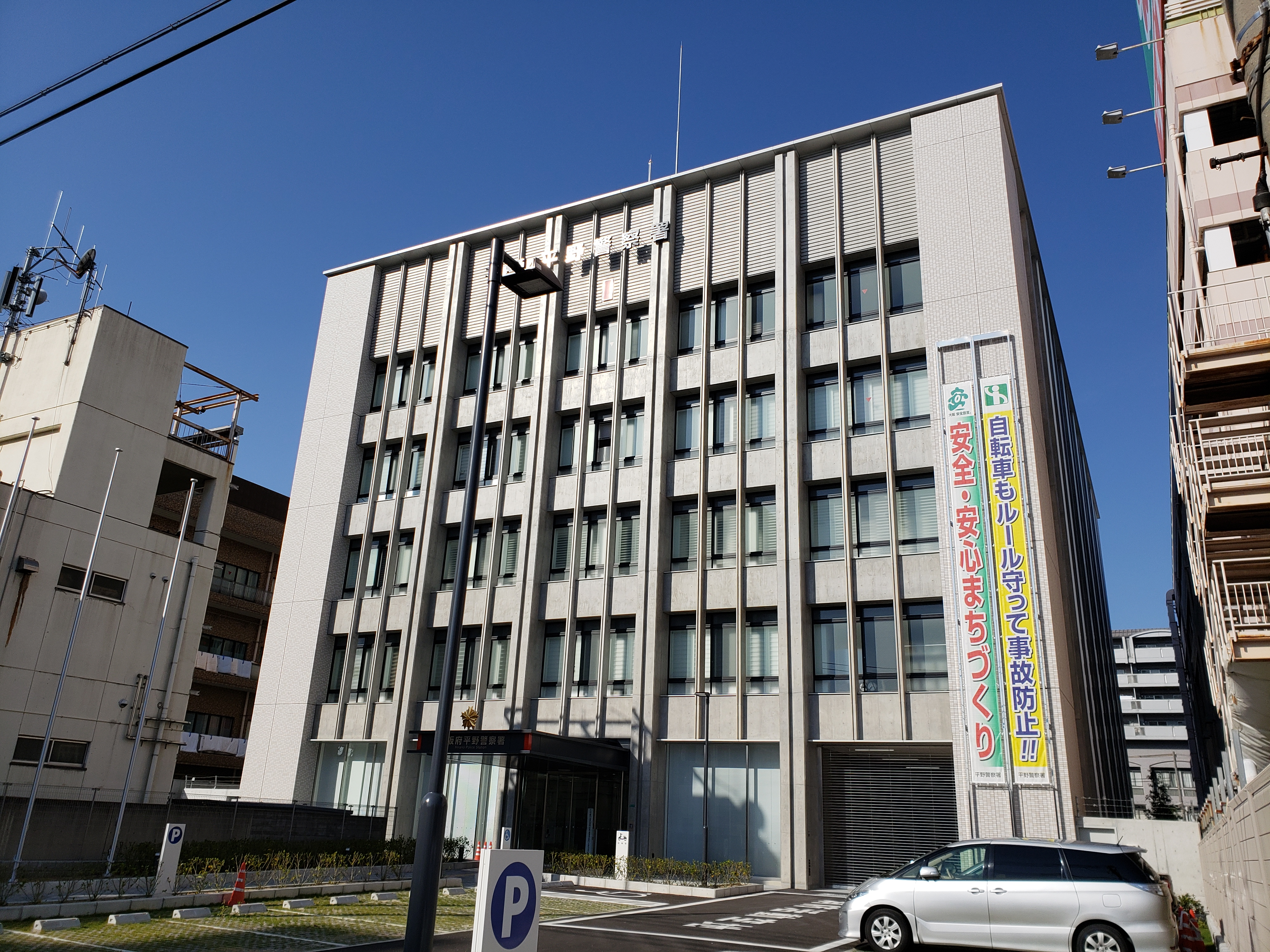
大阪府平野警察署（2018年11月、新庁舎）

- クレオ大阪南(大阪市立男女共同参画センター南部館)
- 大阪市立瓜破斎場・瓜破霊園

### 金融機関
- 紀陽銀行 平野支店
- 関西みらい銀行 平野支店・喜連支店

### その他
- 大阪府住宅供給公社 喜連団地
- 大阪府営瓜破国塚住宅
- 大阪市営喜連住宅
- 如願寺
- 専念寺
- 瓜破天神社
- 式内楯原神社
- 八阪神社
- 国道309号
- 国道479号
- 阪神高速14号松原線

## バス路線
最寄り停留所は「地下鉄喜連瓜破」となる。以下の路線が乗り入れ、大阪シティバスにより運行されている。
「地下鉄喜連瓜破（駅前）」：長居公園通側
- 4号系統：出戸バスターミナル/地下鉄住之江公園
- 14号系統：高野大橋/出戸バスターミナル

「地下鉄喜連瓜破（南）」：府道179号線側
- 5号系統：三宅中/あべの橋
- 14号系統：高野大橋 行

## その他
- 現在では設置例の多い地下鉄駅のエレベーターであるが、日本の地下鉄駅で初めてエレベーターが設置されたのがこの喜連瓜破駅である。身障者団体の要望を受ける形で1980年11月27日の駅開業時に設置された[5]。しかし、2016年に高校生が閉じ込められるなど、老朽化に伴う事故も起き、2018年にリニューアルされた。
- 住之江公園駅から当駅までを結ぶ地下鉄の構想路線（敷津長吉線）が存在するが、建設のめどが立たない状態が続いている。

## 隣の駅
大阪市高速電気軌道 (Osaka Metro)
 谷町線
平野駅 (T32) - 喜連瓜破駅 (T33) - 出戸駅 (T34)
- ( ) 内は駅番号を示す。

### 記事本文